# Kurt Thomas (koszykarz)
Kurt Vincent Thomas (ur. 4 października 1972 w Dallas) – amerykański koszykarz, występujący na pozycjach skrzydłowego oraz środkowego.

## Osiągnięcia
NCAA
- Zawodnik Roku Konferencji Southwest (1995)[1]
- Lider:
  - strzelców NCAA (1995)[2]
  - NCAA w zbiórkach (1995)[3]
- Zaliczony do III składu All-American (1995 przez AP, NABC, UPI)[4]

NBA
- Finalista NBA (1999)[5]
- Uczestnik Rookie Challenge (1996)[4]
- Zawodnik tygodnia (10.03.2002)[4]